# Siemens A75
Siemens A75 — сотовый телефон фирмы Siemens. Выпущен в 2005 году и относится к бюджетному сегменту. Один из последних телефонов, разработанных Siemens самостоятельно, без участия компании BenQ.

## Описание
Телефон представляет собой пластиковый моноблок. Аппарат выпускается в двух цветовых решениях: серебристо-серый и тёмно-синий. Критику вызывает большая толщина корпуса (2 см) и невысокое качество пластика, однако отмечается удобство удержания в руке. Задняя крышка и аккумулятор съёмные.
Экран телефона выполнен по технологии CSTN и имеет разрешение 101х80 пикселей. Эксперты в сфере мобильных технологий обращают внимание на то, что такие параметры, а также поддержка всего 4096 цветов, были характерны для мобильных телефонов, выпущенных за 2-3 года до Siemens A75, и на момент его появления даже в бюджетном сегменте выглядят устаревшими. Отмечается, что из-за низкого качества экрана элементы меню выглядят неопрятно и плохо воспринимаются.
Программное обеспечение телефона довольно скудное, соответствующе уровню недорогого устройства. Нет поддержки Java-апплетов и Bluetooth, функции органайзера сведены к минимуму. Предустановлены 2 игры — Stack Attack и Magic Picture. Имеется WAP-браузер. Телефонная книга аппарата позволяет внести до 100 записей. В качестве обоев можно выбрать и установить любую картинку, а также выбрать одну из двух цветовых схем меню. Кроме этого, можно настроить яркость подсветки и контрастность. Для режима ожидания можно выбрать заставку, это могут быть часы или картинка.

## Оценки экспертов
Siemens A75 получил неоднозначные оценки среди экспертов. К его достоинствам отнесли очень удобную клавиатуру, громкий звонок и мощный вибромотор. К недостаткам, которых можно было бы избежать даже с учётом позиционирования аппарата — низкое качество экрана. Издание «Сотовик» рекомендовало данный аппарат людям, которые впервые приобретают мобильный телефон, а также тем, кому нужен второй мобильник. По данным Ferra.ru, конкурентами для Siemens A75 являются Alcatel OT 156, LG B2000, Motorola C155, Nokia 2600, Philips 162, Samsung C210 и Sony Ericsson J200.

## Технические характеристики
- Стандарт: GSM 900/ 1800/ 1900
- ВхШхТ: 101x 44×20 мм. Вес: 78 г
- Стандартная батарея: Li-Ion 650 мАч,
- Максимальное время разговора: 4.2 ч
- Максимальное время ожидания: 230 ч
- Год выпуска: 2005
- Класс: бюджет

| Общие характеристики                 | Общие характеристики                          |
| ------------------------------------ | --------------------------------------------- |
| Диапазоны частот                     | GSM 900, GSM 1800, GSM 1900                   |
| Тип корпуса                          | классический                                  |
| Конструкция                          | сменные панели, джойстик                      |
| Антенна                              | встроенная                                    |
| Вес                                  | 78 г                                          |
| ВхШхТ                                | 101x44x20 мм                                  |
| Звонки                               |                                               |
| Тип мелодий                          | полифонические                                |
| Число мелодий                        | 24                                            |
| Виброзвонок                          | есть                                          |
| Связь                                |                                               |
| Интерфейсы                           | COM-порт                                      |
| Доступ в интернет                    | WAP, GPRS                                     |
| Синхронизация с компьютером          | есть                                          |
| Сообщения                            |                                               |
| Дополнительные функции SMS           | ввод текста со словарём, шаблоны сообщений    |
| EMS                                  | есть                                          |
| Другие функции                       |                                               |
| Громкая связь (встроенный динамик)   | есть                                          |
| Автодозвон                           | есть                                          |
| Звуковая индикация времени разговора | есть                                          |
| Экран                                |                                               |
| Тип экрана                           | цветной STN экран, 4096 цветов                |
| Размер изображения                   | число строк — 4, 101x80 пикс.                 |
| Индикация                            | стоимости разговора, времени разговора        |
| Мультимедийные возможности           |                                               |
| Встроенная фотокамера                | нет                                           |
| Игры                                 | есть                                          |
| Питание                              |                                               |
| Тип батареи                          | Li-Ion                                        |
| Ёмкость батареи                      | 650 мАч                                       |
| Время разговора                      | 4.2 ч: мин                                    |
| Время ожидания                       | 230:00 ч: мин                                 |
| Записная книжка и органайзер         |                                               |
| Записная книжка в аппарате           | 100 номеров                                   |
| Органайзер                           | будильник, калькулятор                        |
| Дополнительная информация            |                                               |
| Комплектация                         | телефон, аккумулятор, сетевое з/у, инструкция |